# Odrano-Wola
Odrano-Wola – wieś sołecka w Polsce położona w województwie mazowieckim, w powiecie grodziskim, w gminie Grodzisk Mazowiecki.
| SIMC    | Nazwa | Rodzaj    |
| ------- | ----- | --------- |
| 0002447 | Putka | część wsi |

W latach 1975–1998 miejscowość administracyjnie należała do województwa warszawskiego.